# Strada europea E50
La strada europea E50  è una strada di classe A e, come si evince dal numero, è una dorsale Ovest-Est.
In particolare la E50 collega il porto navale di Brest, in Francia a Machačkala, sul Mar Caspio nella repubblica russa del Daghestan, con un percorso lungo 6000km, attraverso Germania, Repubblica Ceca, Slovacchia e Ucraina.

## Panoramica
Metà del percorso è sulle autostrade e l'altra metà è su strade provinciali. Il percorso è di circa 6.000 chilometri (3.700 miglia) di lunghezza e corre completamente nel continente europeo.
Nel suo percorso attraverso l'Europa incrocia diverse strade europee, come ad esempio:
- E60 Brest–Vienna
- E05 Greenock-Algeciras
- E15 Inverness-Algeciras
- E45 Karesuando-Gela
- E75 Tana Bru-Pireas

Si tratta di una delle strade più lunghe del continente.

## Itinerario
Il tracciato rappresenta uno dei più lunghi nel novero delle strade europee, in particolar modo considerando quelle - come la E50 - che hanno un tracciato che si estende esclusivamente nel continente europeo. Circa metà del tracciato corre su strade con caratteristiche autostradali.

### Francia

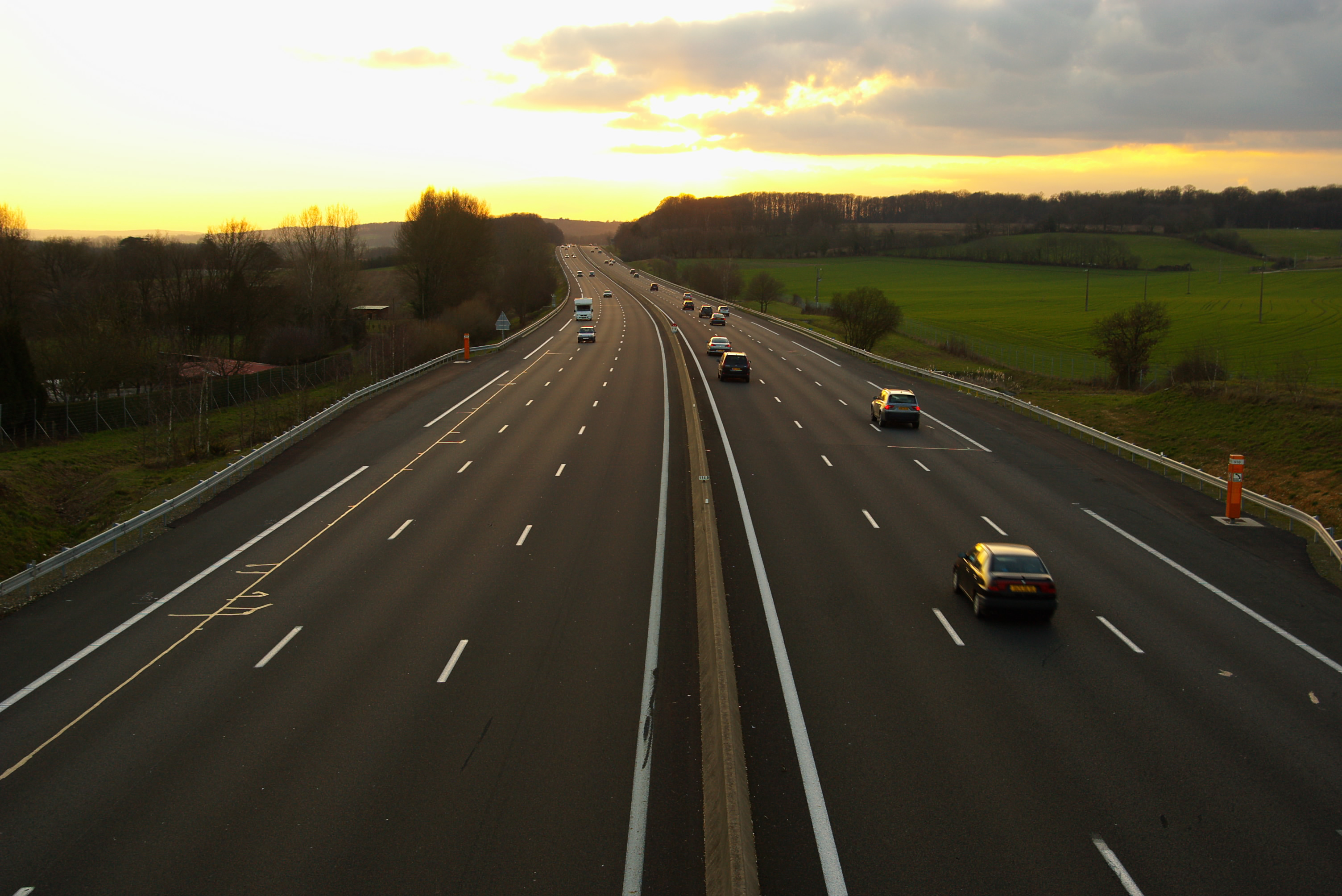
La A11 nei pressi di Le Mans

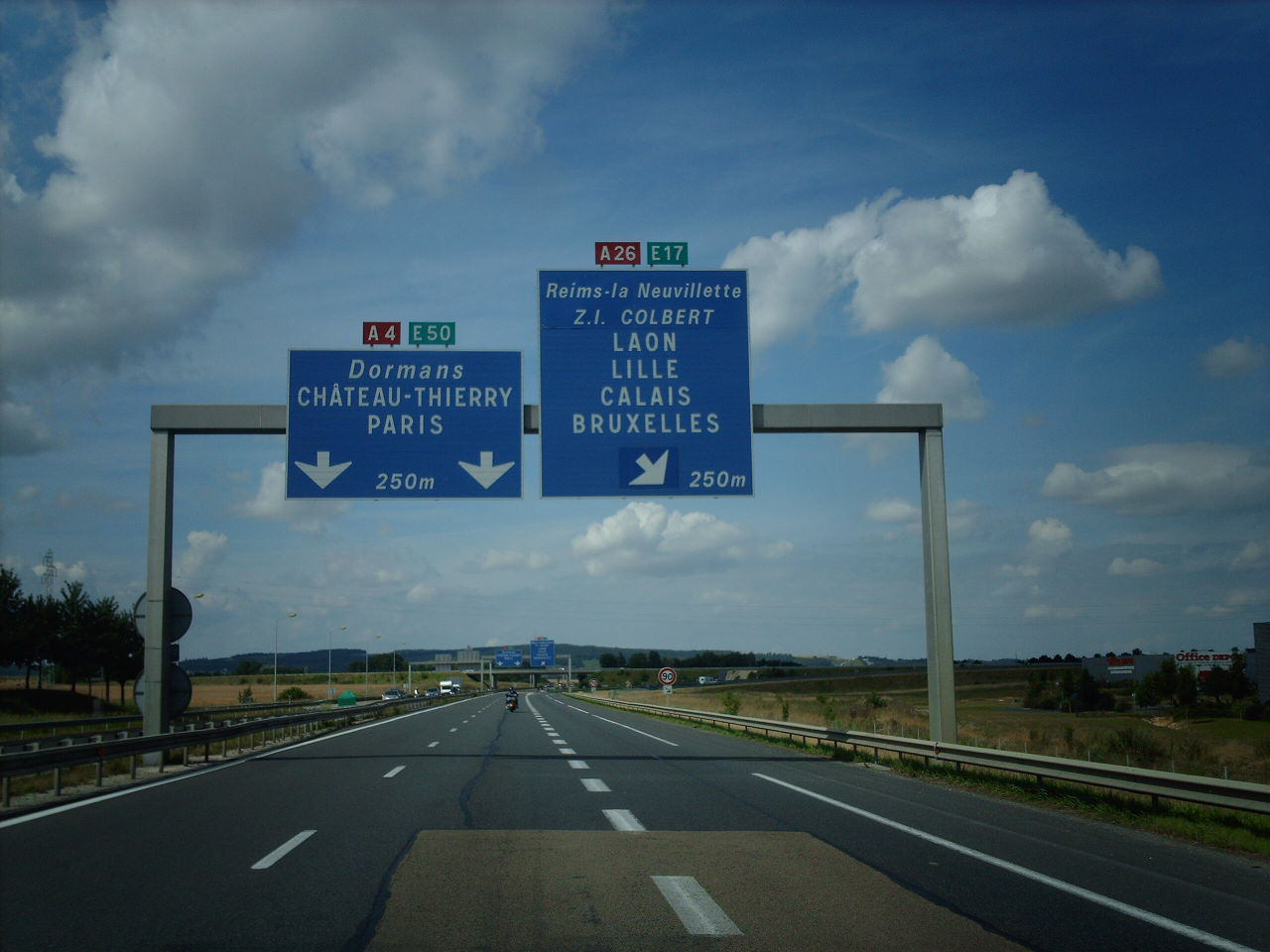
La A4 nei pressi di Reims

Le principali città toccate dalla E50 lungo i circa 950 km percorsi sul territorio francese sono Brest, Rennes, Le Mans, Parigi, Reims e Metz.
Nel dettaglio, si riportano le denominazioni della strada e le località toccate.

- :
  - Brest (E60) - Gouesnou
- :
  - Gouesnou - Saint-Brieuc (inizio tratto in condivisione con la E401) - Tramain (fine tratto in condivisione con la E401, intersezione con la N176) - Rennes
- :
  - Rennes ( inizio tratto in condivisione con la E03), (Av. Henri Fréville, fine condivisione con la E3, intersezione con la N137).
- :
  - Rennes (E03) - Cesson-Sévigné - La Gravelle.
- :
  - La Gravelle - Laval - Le Mans (E501)
- : 
  - Le Mans-La Chapelle-Saint-Aubin (intersezione con la E501);
  - Le Mans-Saint-Saturnin (intersezione con la E402 e la A28);
  - Le Mans-Yvré-l'Evêque (intersezione con la E502 e la A28).
- :
  - Ablis (intersezione con la E5) - Massy (E5 - E15) - Dourdan.
- :
  - Massy (E5 - E15) - Parigi (E15)
    - Wissous (intersezione con la E15);
    - Paris-Gentilly (intersezione con la E15 e il Boulevard périphérique di Parigi);
    - Paris-les-Gobelins (intersezione con la E54 e la strada N19).
- Parigi (E15) - Reims ( E17 - E46 - E420) - Châlons-en-Champagne (E17) - Metz (E21 - E23 - E25) - Freyming-Merlebach  (E25) :
  - Paris-Charenton-le-Pont (intersezione con la E15 e il Boulevard périphérique di Parigi);
  - Reims-Thillois (inizio tratto in condivisione con la E17, intersezione con la autoroute A26);
  - Reims-Tinqueux (inizio tratto in condivisione con la E46, intersezione con la N31);
  - Reims-Cormontreuil (fine tratto in condivisione con la E46, intersezione con la autoroute A34);
  - Châlons-en-Champagne (fine tratto in condivisione con la E17, intersezione con la autoroute A26);
  - Metz (intersezioni con la E21, la E23 e la A31, inizio tratto in condivisione con la E25).

Autoroute A320: Saint-Avold (fine tratto in condivisione con la E25).

### Germania

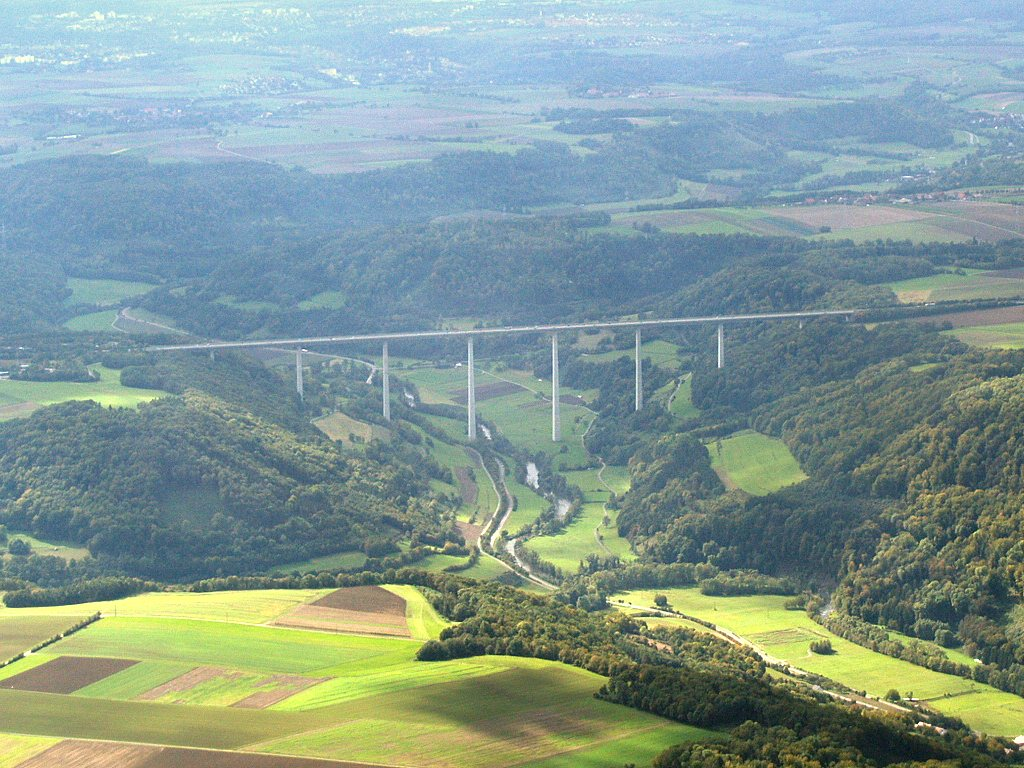
Vista aerea della Kochertalbrücke, il ponte più alto della Germania

I circa 500 km percorsi sul territorio tedesco dalla E50 ricadono sotto la denominazione di Bundesautobahn 6. Le principali località toccate sono Saarbrücken, Mannheim, Heilbronn, Norimberga, Amberg e Waidhaus. Nel dettaglio, ecco le principali uscite della A 6:
- Saarbrücken-Habsterdick;
- Saarbrücken (intersezione con la E29 e la A 620);
- Frankenthal (intersezione con la E31 e la A 61);
- Viernheim (intersezione con la E451 e la A 67);
- Mannheim;
- Hockenheim (intersezione con la E31 e la A 61);
- Walldorf (intersezione con la E35 e la A 5);
- Heilbronn;
- Weinsberg (intersezione con la E41 e la A 81);
- Feuchtwangen (intersezione con la E43 e la A 7);
- Norimberga (intersezione con la E45 e la A 9);
- Altdorf bei Nürnberg (intersezione con la E56 e la A 3);
- Wernberg-Köblitz (intersezione con la A 93).

### Repubblica Ceca

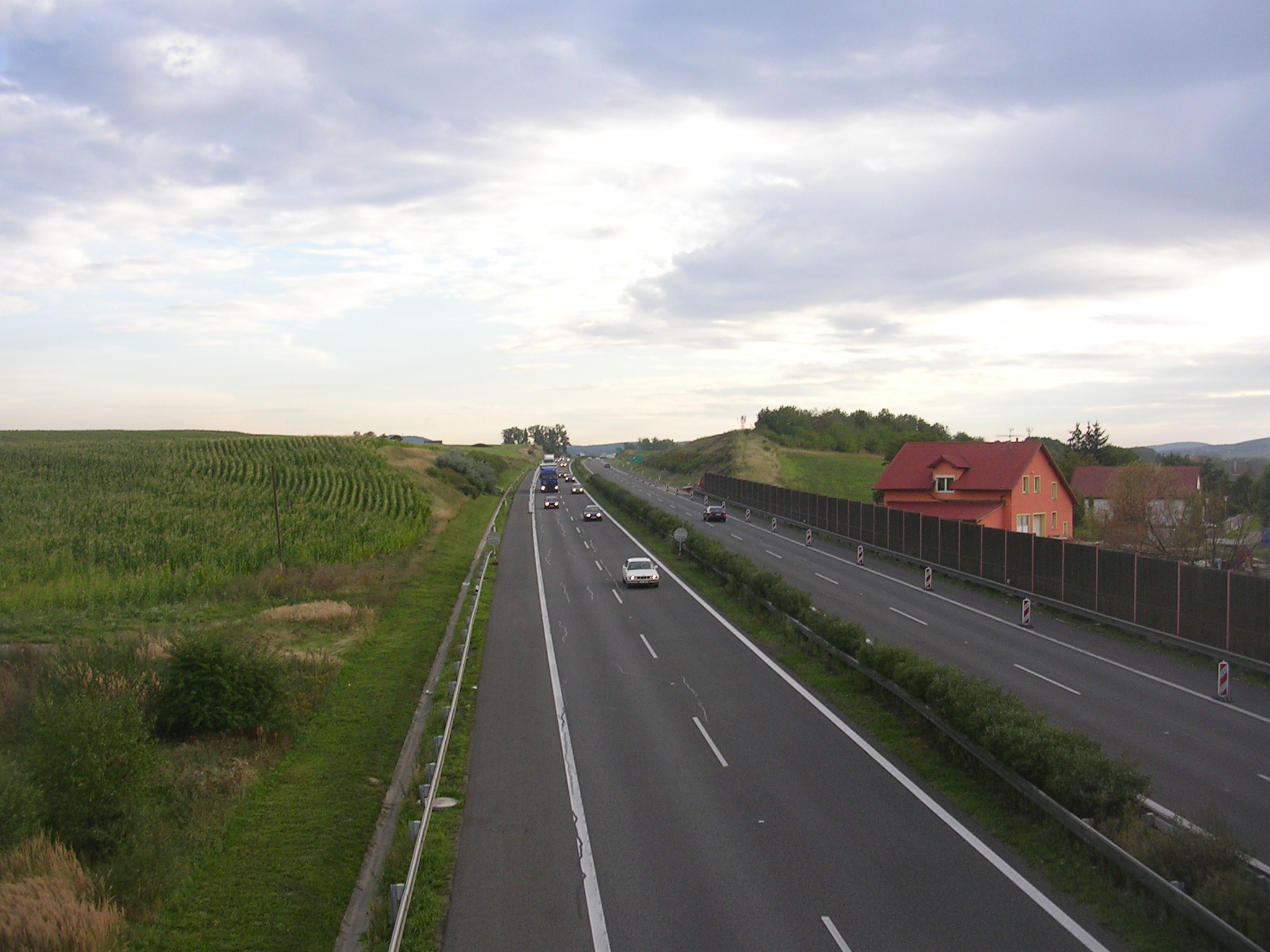
La E50 nei pressi di Chlustina, in Boemia Centrale

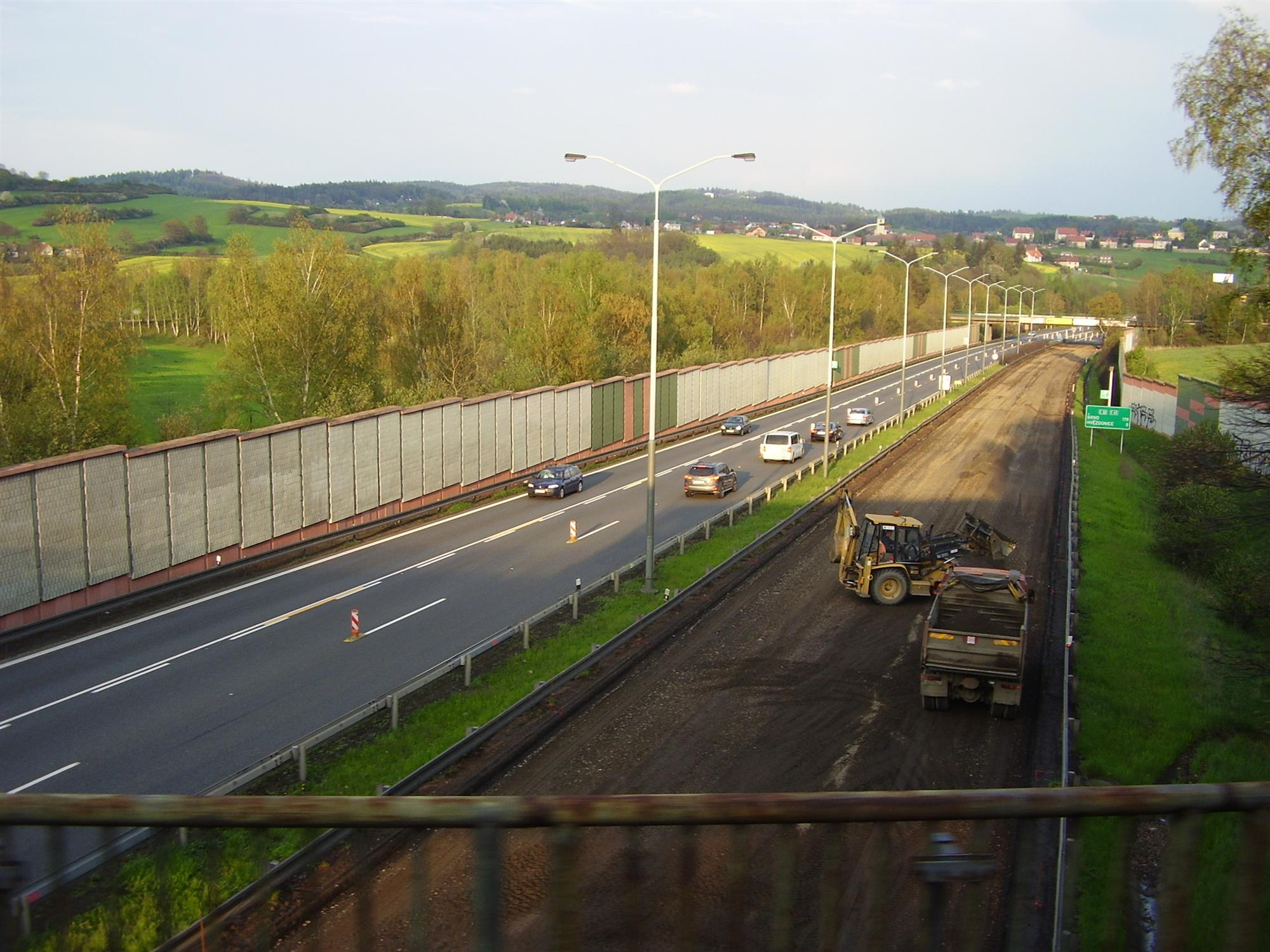
La E50 nei pressi di Mirošovice

Il tratto di E50 che attraversa la Repubblica Ceca misura circa 450 km e tocca Plzeň, Praga, Jihlava, Brno e Uherské Hradiště. Le denominazioni locali della strada e le principali località toccate sono riportate di seguito.
Dálnice 5:
- Rozvadov
- Plzeň-Litice (intersezione con la E53 e la strada 27);
- Plzeň-Cernice (intersezione con la E49 e la strada 20).

Tangenziale di Praga (autostrada 0): Praga-Trebonice (intersezione con la E48).
Strada 600: Praga-Slivenec.
Strada 29: Praga.
Dálnice 1:
- Praha-Sporilov (inizio tratto in condivisione con la E55 e la E65; intersezione con la strada 29);
- Mirošovice (fine tratto in condivisione con la E55 ed intersezione con la strada 3);
- Humpolec (intersezione con la E551 e la strada 19);
- Jihlava (intersezione con la E59 e la strada 38);
- Brno (intersezione con la E461 e la strada 52);
- Brno-Turany (fine tratto in condivisione con la E65, intersezione con la dálnice 2).

Strada 50: Holubice.

### Slovacchia

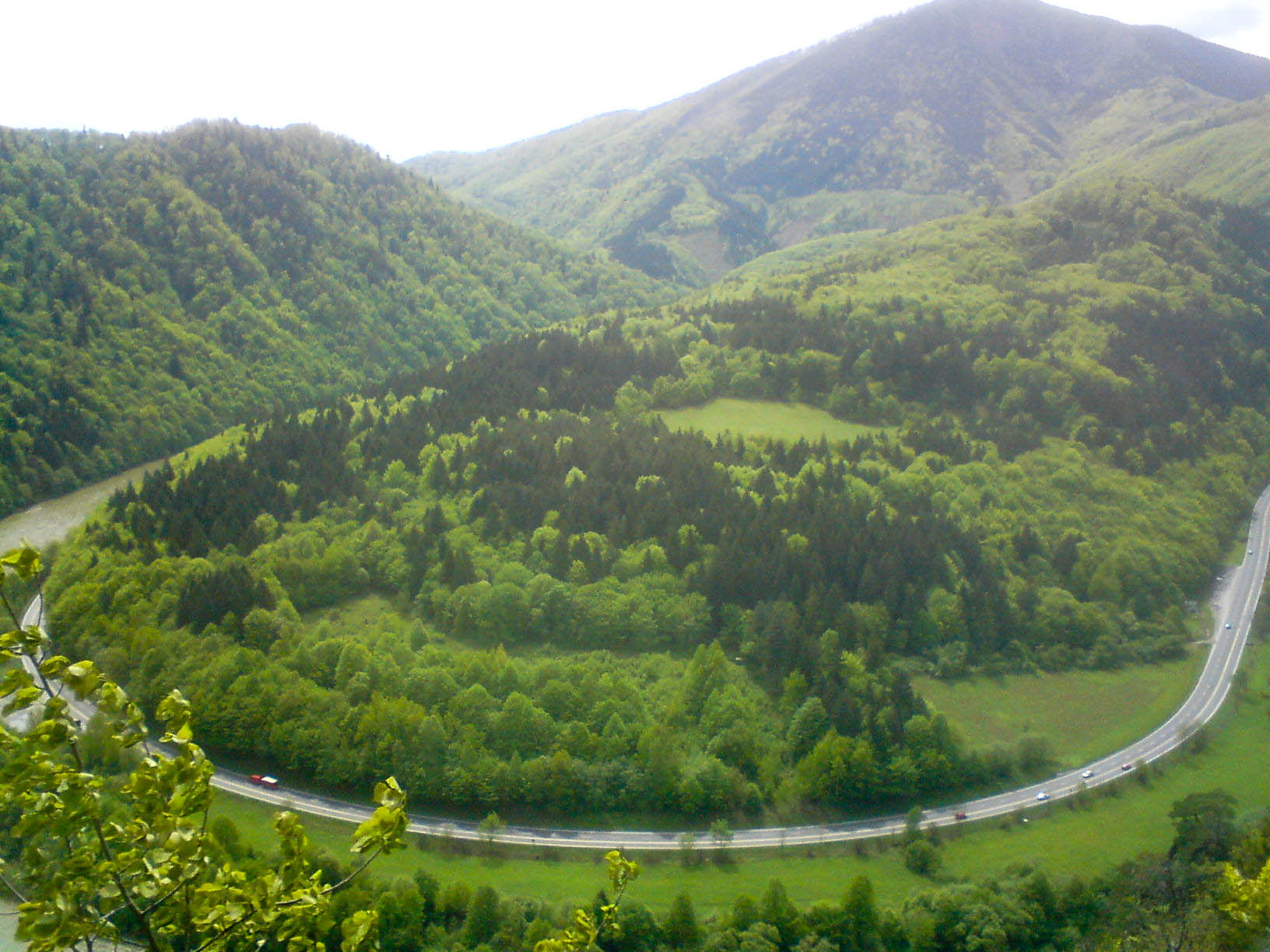
La strada 18 nei pressi di Žilina. La strada segue i meandri del fiume Váh

Lungo i circa 450 km percorsi in territorio slovacco, le principali città toccate sono Trenčín e Prešov. La strada segue il tracciato dell'autostrada D1, dove presente. Lungo il tratto della E50, infatti, l'autostrada è in via di completamento. Dove la strada non ha caratteristiche autostradali, essa assume la denominazione di strada nazionale 18. Di seguito sono riportate le località attraversate:
- Trenčín (inizio tratto in condivisione con la E75, intersezione con la E572 e la strada 50);
- Považská Bystrica;
- Bytča (intersezione con la E442 e con la strada 18);
- Žilina (fine tratto in condivisione con la E75, intersezione con la strada 11);
- Ružomberok (intersezione con la E77 e con la strada 59);
- Ivachnová;
- Važek;
- Korytné;
- Hendrichovce;
- Prešov (intersezione con la E371);
- Budimír;
- Košice (inizio tratto in condivisione con la strada europea E58, intersezione con la strada 50 e con la strada europea E71);
- Vyšné Nemecké.

### Ucraina

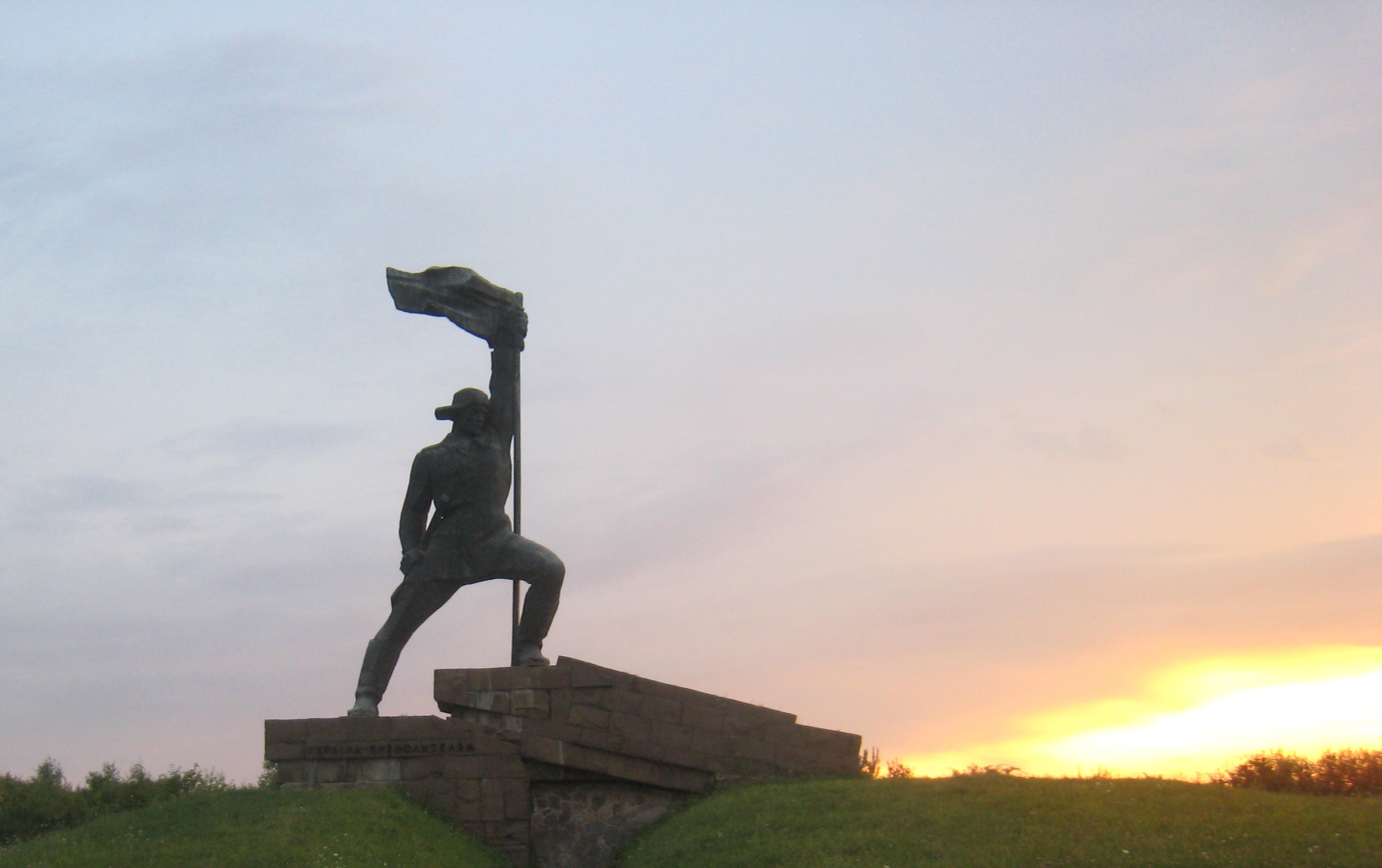
La statua ai Liberatori dell'Ucraina al confine tra Slovacchia e Ucraina.

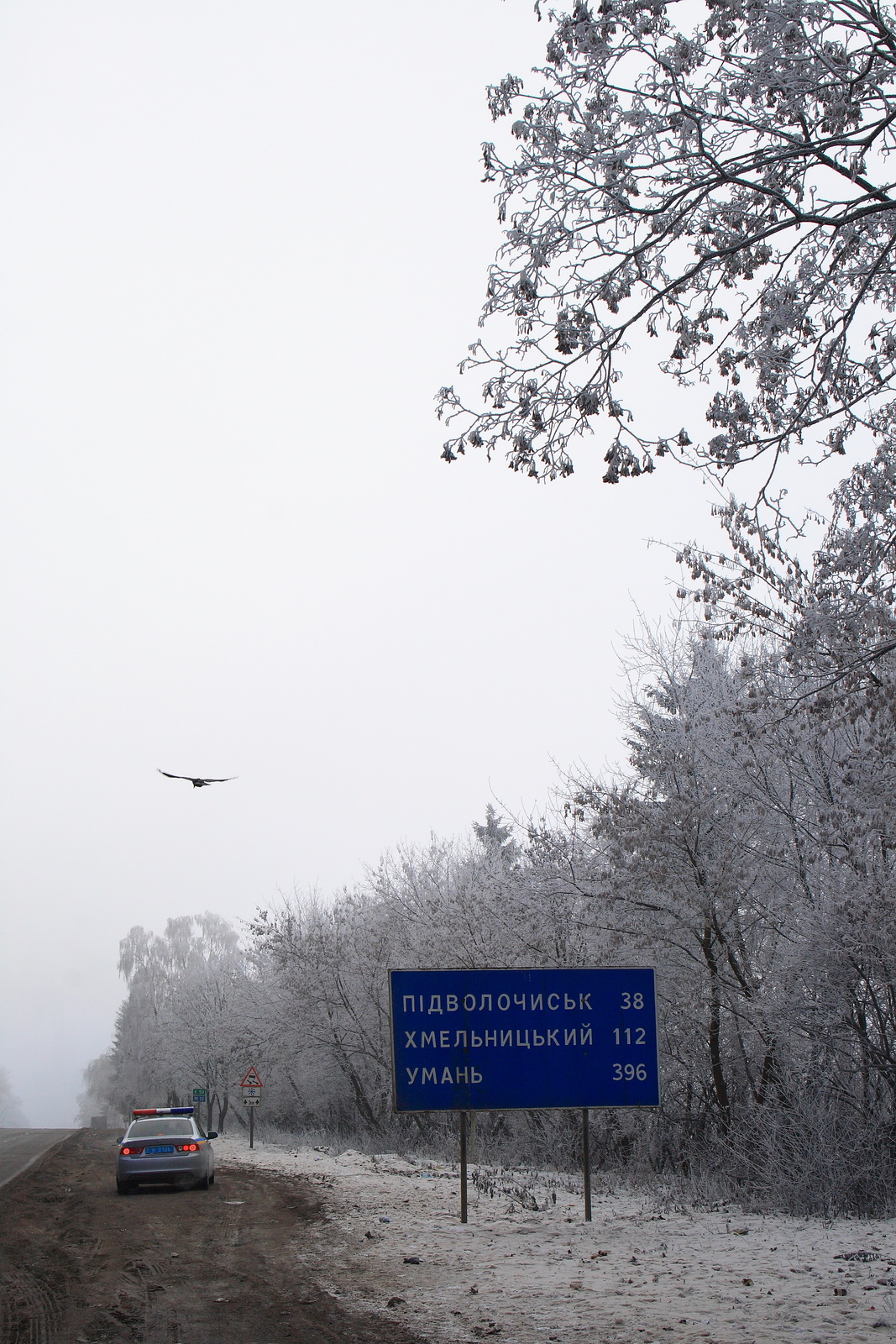
La E50 nei pressi di Ternopil', in direzione est verso Chmel'nyc'kyj e Uman'

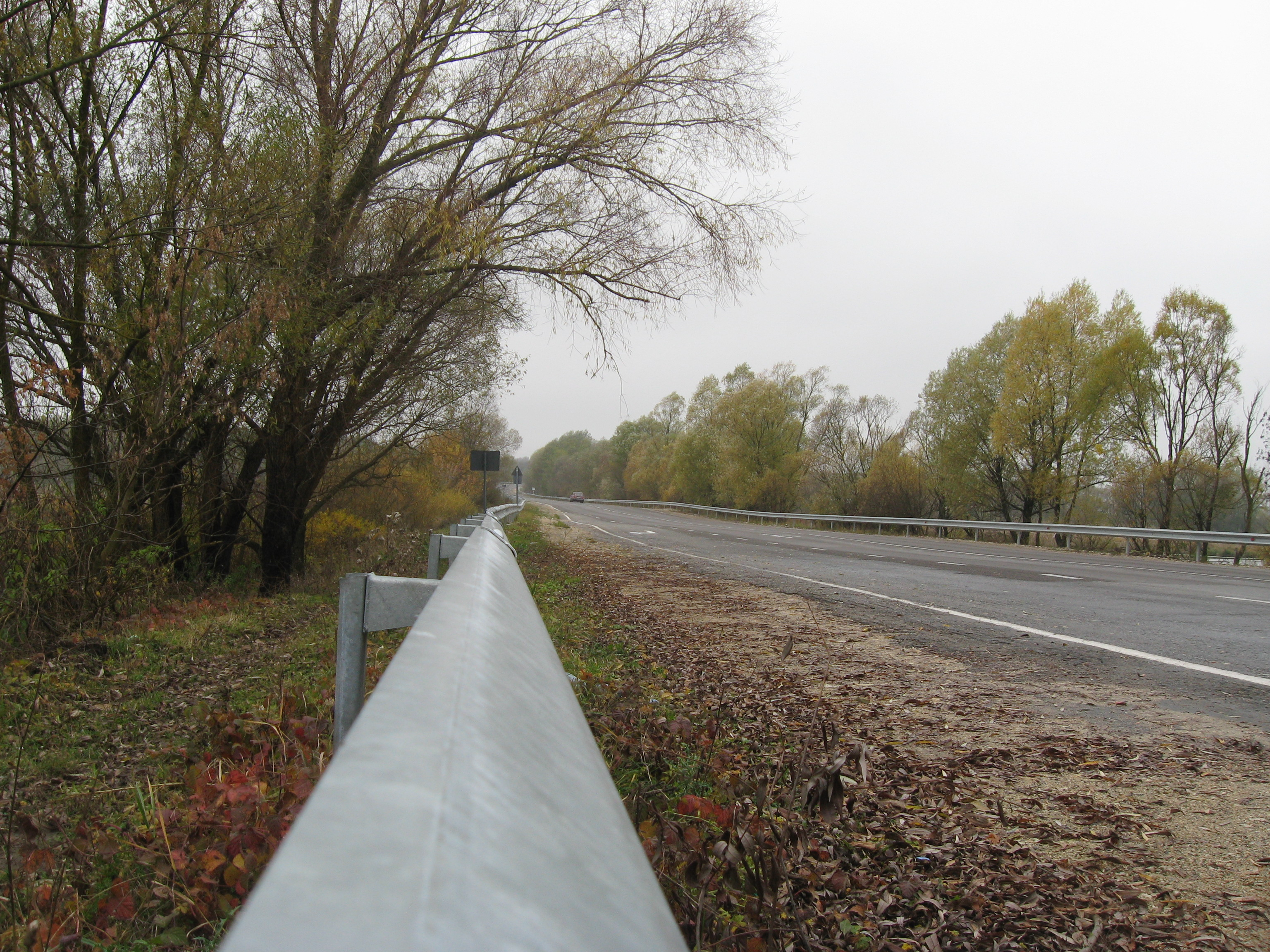
Tratto della M12 nei pressi di Chmel'nyc'kyj

In territorio ucraino, la E50 percorre quasi 1600 km. Di seguito si riportano località toccate e denominazioni locali.
Strada A262: Užhorod (intersezione con la E573.
Strada M06: Mukačevo (fine tratto in condivisione con la strada europea E58, intersezione con la strada A265 e con la strada europea E81, inizio tratto in condivisione con la E471).
Strada A266: Stryj (fine tratto in condivisione con la E471).
Strada M12:
- Ternopil' (intersezione con la E85 e con la strada M19);
- Chmel'nyc'kyj;
- Vinnycja (inizio tratto in condivisione con la E583, intersezione con la strada A253);
- Muchovcy (fine tratto in condivisione con la E583, intersezione con la strada A253);
- Uman' (intersezione con la E95 e con la strada M05);
- Kropyvnyc'kyj (intersezione con la E584 e con la strada M13).

Strada M04:
- Petrove;
- Dnipro (intersezione con la E105 e con la strada M26);
- Donec'k.

Strada M03: Debal'ceve (intersezione con la E40, con la strada M03 e con la strada M04).

### Russia
Il tracciato russo misura circa 1000 km e vede la E50 attraversare le repubbliche caucasiche della Federazione russa. Le principali località e le denominazioni locali della strada sono le seguenti.
Strada M4:
- Šachty (inizio tratto in condivisione con la E115);
- Rostov sul Don (intersezione con la E58 e con la strada M23).

Strada M29:
- Pavlovskaja (fine tratto in condivisione con la E115);
- Armavir;
- Mineral'nye Vody (inizio tratto in condivisione con la E117);
- Vladikavkaz (fine tratto in condivisione con la E117, intersezione con la strada A301);
- Machačkala (intersezione con la E119, con la strada R215 e la M29).